# Gregorio Taronita
Gregorio Taronita o Gregorio de Taron (en griego: Γρηγόριος Ταρωνίτης; fallecido en la década de 990) fue un príncipe armenio de Taron, que sirvió al Imperio bizantino y sostuvo comandos altos y gobiernos bajo el emperador Basilio II (976-1025). Fue asesinado por los búlgaros en la batalla de Tesalónica en 995.

## Biografía
Gregorio era el hijo de Ashot III, príncipe de la región de Taron en el sur de Armenia. A la muerte de Ashoten 968, Gregorio y su hermano Pancracio (Bagrat en armenio) cedieron Taron al Imperio bizantino a cambio de extensas tierras dentro del imperio y el título de patricio. Con la derrota bizantina en la batalla de la Puerta de Trajano en 986, el Imperio bizantino se sumió en una guerra civil en la que Bardas Focas el Joven y Bardas Esclero, que representaban la aristocracia de Asia Menor, se rebelaron contra el entonces emperador Basilio II (976-1025). Los dos hermanos se involucraron en esta guerra civil, estando inicialmente en el lado de Bardas Focas, pero pronto cambiaron al bando del emperador. Según el historiador Yahya de Antioquía, en 988/999, en condiciones de magistro, Basilio II envió para el Este un ejército dirigido por Gregorio Taronita hacia Trebisonda por donde debía marchar hacia el sur para reunir reclutas, muchos de ellos probablemente armenios que habían apoyado a Bardas Esclero antes de que este traicionara al imperio. Nicéforo Focas Baritraquelo, hijo de Bardas, reforzado por un millar de hombres enviados por David III de Tao (966-1000), derrotó al ejército de Gregorio.
Con la derrota de Focas en la batalla de Abidos en 989 por las fuerzas de Basilio II y la represión de la revuelta, Basilio volvió su atención a los Balcanes, donde Samuel de Bulgaria (997-1014) estaba amenazando los territorios bizantinos. En 991, hizo campaña en Macedonia y capturó la fortaleza Beroea (actual Veria), antes de regresar a Constantinopla. El emperador dejó a Gregorio Taronita a cargo del ejército balcánico y lo comisionó para detener las incursiones de Samuel. Taronita fue nombrado dux e hizo de Tesalónica su sede. No está claro si, en este contexto, el título de dux implicaba simplemente el comando militar sobre las tropas que le fueron confiadas por el emperador o, como se interpreta por lo general, si se le incluía también el gobierno del Tema de Tesalónica, que fue anteriormente mantenido por un estratego.
Poco después de su nombramiento, Gregorio Taronita murió a manos de los búlgaros en una emboscada. Un grupo de ataque se aproximaba a Tesalónica, y Gregorio envió a su hijo, Ashot, con una vanguardia para hacer contacto y reconocerlos. El entusiasmado Ashot enfrentó a los búlgaros y los hizo retirarse, pero fue capturado en una emboscada preparada y encerrado con sus hombres. Su padre, que seguía con la principal fuerza bizantina, corrió en su ayuda, pero murió en la batalla subsecuente. La fecha exacta del evento es desconocido. La cronología de registro de Juan Escilitzes parece colocarla en 996, mientras que las fuentes armenias lo colocan en 991. Los académicos modernos sustentan que debe haber sucedido a más tardar a mediados de 995, dado que Juan Caldo es registrado como dux de Tesalónica más tarde ese mismo año.

## Descendencia
Junto con su hermano Gregorio, fue el fundador de la noble familia Taronita, que fue importante en el Imperio bizantino hasta el final del siglo xii. Además de Ashot, Gregorio tuvo, por lo menos, una hija de nombre Irene, que estaba casada con un miembro de otra rama del linaje de Taron, Romano Saronita.